# Урбах (Вестервальд)
Урбах (нем. Urbach) — община в Германии, в земле Рейнланд-Пфальц.
Входит в состав района Нойвид. Подчиняется управлению Пудербах. Население составляет 1577 человек (на 31 декабря 2010 года). Занимает площадь 11,26 км².
Коммуна подразделяется на 2 сельских округа.